# Roman Ziobro
Roman Ziobro (ur. 10 lipca 1959 w Przygodzicach koło Ostrowa Wielkopolskiego) – polski kontrabasista i gitarzysta basowy.

## Życiorys
Absolwent wrocławskiej PWSM w klasie Ireny Olkiewicz. W latach 1988–2002 związany z zespołem „Stare Dobre Małżeństwo”. Grał także w Filharmonii Wrocławskiej, zespole Blues Forever oraz wielu różnych projektach z kręgu poezji śpiewanej, a także w spektaklach teatralnych, m.in. w Teatrze Narodowym oraz w spektaklu telewizyjnym „Duszyczka” Tadeusza Różewicza w reż. Jerzego Grzegorzewskiego. Był nauczycielem w szkołach muzycznych we Wrocławiu i Krotoszynie – uczył gry na kontrabasie i perkusji. Od 2005 roku grał w zespole Magdy Piskorczyk.
Aktualnie gra na kontrabasie także w zespole Arka Zawilińskiego „Na Drodze” oraz „Sami o sobie” i w zespole Aleksandry Kiełb „Wyspa” – brał także udział w nagraniu jej solowych płyt oraz gościnnie na płycie Rozmowy z piecem zespołu „Do Góry Dnem”.
W latach 2012–2019 ponownie występował w zespole „Stare Dobre Małżeństwo”.